# بوب دينار
روبرت دينار، المدعو بوب دينار، من مواليد 7 أبريل 1929 بمدينة بوردو وتوفي في 13 أكتوبر 2007 في مدينة بونتولت كومبو في اقليم سيين إت مارن  بفرنسا و عمره 78 سنة، كان مرتزقًا فرنسيًا. وشارك في العديد من الانقلابات في أفريقيا خلال فترة تصفية الاستعمار بداية من عام 1960 حتى عام 1995.

## سيرة شخصية

### مرتزق مناهض للشيوعية
ولد روبرت دينار في مدينمة بوردو، في اقليم جيروند بفرنسا، هو ابن ليونس دينار، إنضمّ للكتائب الاستعمارية الفرنسية. في أكتوبر 1945 وعمره 16 سنة، ثم التحق بالبحرية الفرنسية في مدرسة الميكانيكيين المتدربين في سان ماندرييه سور مير في إقليم فار بفرنسا. تخرّج بشهادة بحار ميكانيكي معتمد، إلتحق كمتطوع إلى الهند الصينية كبحار من الدرجة الثانية. لا تزال شروط انتقاله بين تخصص الميكانيكي لتخصص الرماة البحريين مجهولة. بعد أن أصبح ضابط تموين في رماة البحرية في الهند الصينية، ترك الجيش سنة 1952 بعد مشاجرة في حانة  واشتغل كسائق آلات وميكانيكي في المغرب. ثم التحق بجهاز الأمن لهذا البلد الذي كان آنذاك تحت الحماية الفرنسية منذ عام 1912. قضى 18 شهرًا في السجن بتهمة المشاركة في مؤامرة لاغتيال رئيس مجلس الوزراء بيير منديس فرانس.
بداية ستينيات القرن العشرين، صار من أشد مناهضي الشيوعية، وتدخّل في صراعات عديدة أعقبت فترت تصفية الاستعمار. شارك في عمليات عسكرية مكونة من مرتزقة في المملكة المتوكلية اليمنية وإيران ونيجيريا وداهومي والغابون (حيث كان مدرِّبًا للحرس الرئاسي ) وأنغولا في 1975 وكابيندا عام 1976 وزائير وجزر القمر.
بين 1960 إلى 1963 كان أحد القادة الداعمين لمويس تشومبي الذي أعلن استقلال كاتانغا، وهي مقاطعة سابقة في الكونغو البلجيكية، ثم في 11 جويلية 1960. أشتهر خلال عرض عسكري أين عرض جميع ضباطه السود والبيض، دون تمييز (وقتها كان البيض من يعرض أولًا). وفي 21 يناير 1963، أثناء سقوط حكم كولويزي وهزيمة المرتزقة، لجأ الأخيرون إلى أنغولا بموافقة البرتغال آنذاك. ليرحّلهم رجال الدرك الفرنسي لفرنسا.
خلال الفترة بين أغسطس 1963 إلى نهاية 1964 توجّه لليمن لحساب الإستخبارات البريطانية  رفقة 17 من المرتزقة، من بينهم روجر فولك وجاك فريزر المعروفين، كضباط مظليين سابقين في الفيلق الأجنبي الفرنسي، للعمل في الفرقة الأولى الملكية، وبتمويل من المملكة العربية السعودية، ضد الجمهوريين يدعمهم من 40 000 جندي مصري أرسلهم عبد الناصر أثناء الحرب الأهلية في شمال اليمن بين (1962-1970).
وُضع جميع المرتزقة تحت قيادة العقيد البريطاني ديفيد سمايلي، وهو ضابط سابق في منظمة تنفيذ العمليات الخاصة البريطانية خلال الحرب العالمية الثانية. ويذكر ديفيد سمايلي في كتابه "التكليف العربي"  أن المرتزقة الفرنسيين والبلجيكيين كانو يتناوبون بين حربي اليمن والكونغو، ففي الكونغو كان لديهم عدد غير محدود من النساء والكحول ولكنهم نادراً ما كانوا يتقاضون أجوراً، بينما في اليمن كانوا يتقاضون أجوراً، لكنهم محرومون من النساء والكحول.
عاد بوب دينارإلى الكونغو البلجيكية نهاية عام 1964 على رأس الفرقة الأولى صاعقة. التي كوّنها في 22 فبراير 1965. بتجنيد مرتزقة أوروبيين بالإضافة إلى الكاتانغيين، قام بتشكيل فرقة صغيرة أخذت لقب "" الكاتانغية ". ساهمت في الحاق الهزيمة ضد المتمردين الشيوعيين بقيادة غبيني وسوميالوت وموليلي، بفضل العقيد شرامي وكتيبة الفهد التابعة له. وصف العقيد جان شرامي، مدرب وقائد " كتيبة النمر » بوب ديناربأنه جبان وغير مسؤول ولم يكن أبداً جزءاً من كتيبة الفهد. وأن أخطاؤه في القيادة كانت سببًا لخسائر فادحة في صفوف المرتزقة الذين قادهم.
جنّد عام 1970 من قبل ملك المغرب الحسن الثاني للإطاحة بحكم معمر القذافي في ليبيا. فدرّب مائتي مرتزق في صقلية للنزول على على الساحل الليبي، لكن العملية ألغيت فجأة من قبل الرباط.
تدخل دينارمرة أخرى لصالح جهاز الإستخبارات البريطاني  وخدمة التوثيق الخارجي ومكافحة التجسس الفرنسي في أنغولا في عام 1975 مع حزب يونيتا التابعة لجوناس سافيمبي .

### رجل جزر القمر القوي
ظهر اسم دينار لأول مرة في دولة جزر القمر الجديدة بعد استقلالها من جانب واحد في 6 جويلية 1975 بعد استفتاء 22 ديسمبر 1974 حول استقلال جزر القمر التي نظمها الرئيس الفرنسي جيسكار ديستان. لكن تدخل في سبتمبر 1975 لدعم انقلاب علي صويلح باعتقال الرئيس أحمد عبد الله.
في يناير 1977، فشل في محاولة انقلابية للإطاحة بنظام ماثيو كيريكو مؤسس جمهورية بنين الشعبية. كذلك استدعي في نفس السنة لزعزعة استقرار نظام جيمس مانشام في سيشيل.
إلتقى بوب مع أحمد عبد الله رئيس القمر المخلوع، واللاجئ في جنوب أفريقيا، وعرض عليه مساعدته على استعادة حكمه، بموافقة القوى المعنية. كانت الخطة المبدئية استخدام طائرة جنوب أفريقية تقلع من روديسيا، ولكن رفض موزمبيق السماح باستخدام مجالها الجوي جعلهم يغيرون الخطة. في 13 مايو 1978، وصل بوب دينارإلى جزر القمر على متن سفينة أوقيانوغرافية قديمة وعلى متنها 43 مرتزقا للإطاحة بنظام صويلح الماركسي الثوري وإعادة أحمد عبد الله إلى السلطة. قتل علي صويلح برصاصة في الرأس في 29 مايو 1978 وقيل أنه حاول الهروب 

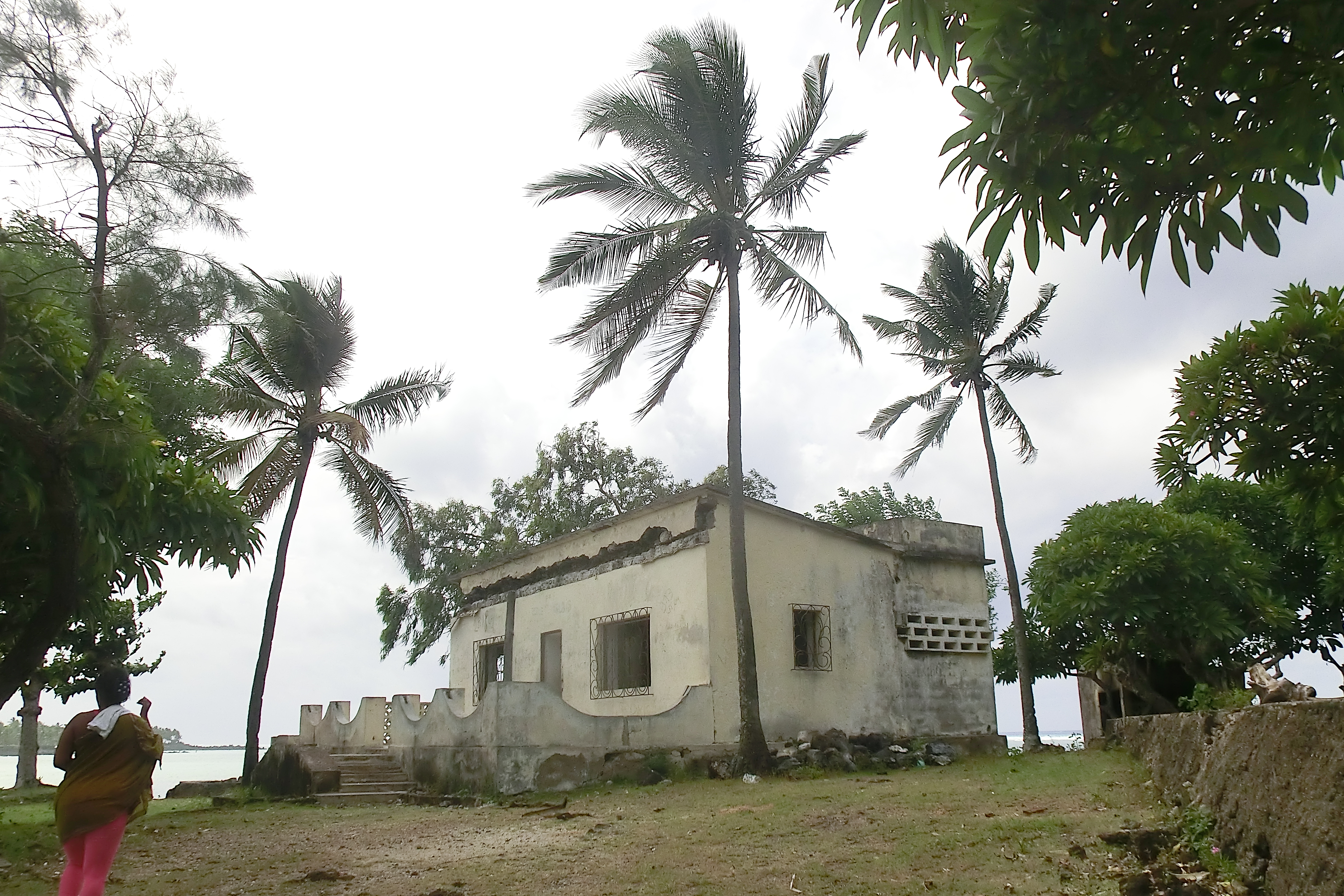
بنغل بوب دينارعلى شاطئ البحر في جزر القمر.

بعد نجاح انقلاب جزر القمر تولى بوب دينار تنظيم الحرس الرئاسي لجزر القمر وضم 600 من سكان الجزيرة  أشرف عليهم مجموعة من الضباط الأوروبيين ، كريتشارد روجيه، الملقب بالكولونيل ساندرز  أو ماكس فييار الملقب بسيرفاداك. ثم تزوج هناك، واعتنق الإسلام وسمّى نفسه سعيد مصطفى محجو (أحيانًا يُكتب محجوب  أو محجو)، واهتم بالتنمية (بناء الطرق، أسس مزرعة مساحتها 600 هكتار). في سانجالي، وما إلى ذلك).
تحولت جمهورية جزر القمر الاتحادية الإسلامية مركزًا لشبكة موازية تسمح لجنوب أفريقيا، في ظل الحظر الدولي، ببالتزوّد بالأسلحة. وشكّلت قاعدة لوجستية لجنوب أفريقيا لعملياتها العسكرية ضد الدول الأفريقية المعادية لها: كموزمبيق وأنغولا. كما قامت جنوب افريقيا بدفع رواتب أفراد الحرس الرئاسي منذ 1989.
واصل مهمته كمسؤول عن الأمن في جزر القمر حتى وفاة عبد الله رئيس القمر، أصبح ظهوره العلني نادر جدا بعد عام 1985، ولعب دينار دورا كبيرا خلف الكواليس في الحياة العامة في جزر القمر. ولقّب ب" نائب ملك جزر القمر » وحكم بحكم الأمر الواقع لمدة 10 سنوات على الأرخبيل.
وبدعم من جنوب أفريقيا، قام بتشكيل فيلق من المرتزقة تم استدعاؤهم للتدخل بناءً على طلب بريتوريا أو باريس. هذا الأخير كانت له مهمة واحدة في تشاد، بين 1981-1982، لدعم تمرد حسين حبري ضد الرئيس الموالي لليبيا كوكوني عويدي.
خلال عام 1989، وقّع أحمد عبد الله مرسومًا يأمر الحرس الرئاسي بقيادة دينار بنزع سلاح القوات المسلحة بسبب احتمال حدوث انقلاب.[بحاجة لمصدر]. وبعد لحظات من التوقيع على المرسوم، الرئيس عبد الله قتل في مكتبه برصاصة من أحد ضباط القوات المسلحة، أصيب بوب دينار في هذه الحادثةقلّت شعبيته بإتهامه بالقتل، تفاوض على المغادرة نحو جنوب إفريقيا بوساطةرجل الأعمال جان إيف أوليفييه وسعيد هلالي.
في 28 سبتمبر1995، أطاح دينار برئيس جزر القمر الجديد سعيد محمد جوهر (المنتخب عام 1990) مع حوالي ثلاثين رجلاً نزلوا في زودياك مع تلميذه سوفور فارينا، وكذلك الملازم بلانشر كريستوف، جنديه الخاص. وصل الطيار قبل ساعات قليلة. يفتح بوب دينار مطار موروني القديم ومعسكر كانجاني الراسخ أمام الصحفيين لتجنب تدخل 600 رجل من القوات الخاصة الفرنسية (فرقة تدخل الدرك الوطني، كوماندوز مشاة البحرية الجيبوتية، فوج المظليين البحري الثاني ). وبعد محاصرته، تفاوض على العفو عن المتمردين قبل استسلامه  وقبول محاكمته.

### المشاركة في الإبادة الجماعية في رواندا
اتصلت روندا التي كان يسيطر عليها الهوتو ببوب دينار في عام 1994، على الرغم من تحفظات المديرية العامة للأمن الخارجي والتي حاولت إقناعه بالعدول عن التدخل في معسكر الإبادة الجماعية في روندا، لكنه أرسل رجالًا هناك للقيام ببعض المهام هناك. وعلم فيما بعد أنه تلقى مليون فرنك عن طريق شيك مصرفي من البنك الوطني الفرنسي.
بعد عودته إلى فرنسا، تقاعد وقال أنه يحلم ببناء متحف حول إنهاء الاستعمار، على أرض العائلة. في عام 1999، انتقل بوب دينار إلى تشينيفيير سور مارن (في أقليم فال دو مارن) بفرنسا. وتزوج هناك في 21 مايو 2005.
إلا أنه تعرض للعديد من المتابعات القضائية زائد مشاكل مالية وصحية.
كما حاول العديد من الصحفيين مقابلته قبل وفاته بسنوات، ليسألوه عن معلومات عن حياته، ومن أجل تأليف كتاب عن سيرته الذاتية. رفض مقابلتهم في البداية، معتقدًا أنه قادر على كتابة مذكراته لوحده، والتي وعد فيها بالعديد من التصريحات. لكنه وبسبب مرض الزهايمر الذي أثّر على ذاكرته.
توفي في 13 أكتوبر 2007 بسكتة قلبية، وأخذ معه بعض أسراره. ودفن في جيروند بفرنسا.

## المتابعات القضائية
واجه دينار مع مساعده دومينيك مالاكرينو تهمة إغتيال أحمد عبد الله، لكن في 20 مايو 1999 جاءت تبرئة الرجلين من قبل هيئة محلفين في محكمة الجنايات بباريس.
لكن رئيس جزر القمر محمد تقي، مبادر الانقلاب ضد الرئيس عبد الله ، حليفه السياسي السابق، أعلن أنه يرفض السماح لبوب دينار بالعودة إلى البلاد. وفي 6 نوفمبر1998 توفي هذا الأخير في ظروف غريبة. واتهمت عائلته أنه مات مسموماً وطالبت بتشريح الجثة. تم التكتم على هذه القضية بسرعة وتم نسيان تشريح الجثة.[بحاجة لمصدر]. أعلن رسميا وفاة محمد تقي لأسباب طبيعية.
في عام 2001، قام غويدو باباليا، المدعي العام لمدينة فيرونا شمال شرق إيطاليا، بمقاضاة بوب دينارلمحاولته تجنيد مرتزقة من دوائر اليمين المتطرف الإيطالي من أجل الإطاحة بالعقيد أزالي عثماني الذي عارض عودته أيضًا.. تمت محاكمة بوب دينارفي 21 février 2006. وتم تكليف المحامي إيلي حاتم بالدفاع عنه. الصفقات السيئة، مثل شراء مرآب ستروين في ليسبار في الثمانينيات، وتكلفة الإجراءات، تؤدي إلى صعوبات. حتى أن محاميه الجديد يدعي أن مشاكل الرجل العجوز المالية " خاص بالجمهورية "، كما أعلن نفسه، يمكن أن يعرض استراتيجيته الدفاعية للخطر : " لقد تم تعييني بحكم منصبي في هذه القضية، ويستفيد السيد دينارمن المساعدة القانونية »، يصرح إيلي الذي لا يخفي تقاربًا حقيقيًا، عاطفيًا وإيديولوجيًا، مع المرتزق السابق. يُزعم أن بوب دينارلم يعيش " فقط 250 euros شهريا » : التقاعد بسبب خدمته خلال حرب الهند الصينية. تم إعلان عدم لياقته للمثول بعد إجراء فحص طبي أثبت إصابته بمرض الزهايمر (رغم أنه ظهر مرة واحدة  ). وفي نهاية المحاكمة، حكمت عليه محكمة الجنايات الابتدائية في باريس بالسجن لمدة 5 سنوات مع وقف التنفيذ يوم الثلاثاء 20 يونيو 2006. وفي 6 يوليو/تموز 2007، حُكم عليه أخيرًا في الاستئناف بالسجن لمدة أربع سنوات، ثلاث منها مع وقف التنفيذ (لم يتم تنفيذ الحكم مطلقًا بعد وفاته).

## الأوسمة الفرنسية والأجنبية
- الصليب الحربي لمسارح العمليات الخارجية
- صليب المقاتل
- ميدالية استعمارية بمشبك "الشرق الأقصى".
- الميدالية التذكارية لحملة الهند الصينية
- ميدالية تذكارية للعمليات الأمنية وإنفاذ القانون
- وسام جرحى الحرب مع نجمتين حمراء
- فارس من جماعة الوسام العلوية (المغرب)
- وسام ضابط أكبر من وسام نجمة أنجوان من جزر القمر
- ضابط في الوسام الوطني لكوت ديفوار
- ضابط في وسام زائير الوطني
- فارس وسام تنين أنام
- فارس وسام الاستحقاق الكونغولي
- فارس الاستحقاق الزراعي لجمهورية أفريقيا الوسطى
- زائير صليب الشجاعة مع النخيل
- صليب الاستحقاق العسكري لتشاد

وارتدى بوب دينار شارة شهادة المظلي الفرنسية، رغم أنه لم يكن معتمدا. في سيرته الذاتية، يروي مرتزق آخر عمل معه حوارًا أدلى فيه بهذا التعليق. وكان رده " ما يهم هو وجود العقل الصحيح ».

## المعتقدات الدينية
نشأ دينار كاثوليكيًا، واعتنق اليهودية في المغرب، والإسلام في جزر القمر، ثم عاد إلى الكاثوليكية. وأقيمت جنازته في فرنسا، في كنيسة القديس فرانسوا كزافييه في باريس [ المرجع. ضروري ]

## أعمال فنية
- بوب دينار (1998). قرصان الجمهورية. Fixot. ص. 436. ISBN:978-2-8764-5215-2.

## في الثقافة الشعبية

### التمثيلات في الخيال
- في المجلد السادس من قصة واين شيلتون الهزلية، نجد شخصية تدعى فريد مينارد، مستوحاة بشكل واضح من دينار : بماضيه كمرتزق إجرامي، يدعي مينارد أنه ليس لديه سوى تقاعد بائس ليعيش عليه.[34]
- توماس فنسنت، مستر بوب، فيلم تلفزيوني مع كلوفيس كورنيلاك (الأب، 2011، 105 دقيقة).
- أوليفييه جوفري وليلاس كوجنيه، بوب دينار، المرتزق الأخير (كاريكاتير)، جلينات، 2021، 144 ص.(ردمك 978-2344034484).
- جايل موكير، بوب دينار، مرتزق الجمهورية، وثائقي (فرنسا، 2022، 69 دقيقة).

## الملاحق